# Sooko (plaats in Ponorogo)
Sooko is een bestuurslaag in het regentschap Ponorogo van de provincie Oost-Java, Indonesië. Sooko telt 3312 inwoners (volkstelling 2010).